# ФК Пролетер Мраморак
Фудбалски клуб Пролетер је српски фудбалски клуб из Мраморка. Основан је 1913. године. Клуб тренутно наступа у Другој јужнобанатској лиги Запад, шестом такмичарском нивоу српског фудбала.